# Вальяла (волость)
Вальяла (ест. Valjala vald) — волость в Естонії, у складі повіту Сааремаа.

## Положення
Площа волості — 180,02 км², чисельність населення на 1 січня 2012 року становила 1406 осіб.
Адміністративний центр волості — міське селище Вальяла. До складу волості входять ще 32 села:  Арісте (Ariste), Ваналиве (Vanalõve), Вееріку (Veeriku), Віліду (Vilidu), Вирсна (Võrsna), Вякра (Väkra), Вялйакюла (Väljaküla), Юрсі, Йиелепа (JõelepaЇ, Йююрі (Jööri), Калйу (Kalju), Каллемяе (Kallemäe), Каллі (Kalli), Когула (Kogula), Коксі (Koksi), Куісте (Kuiste), Кунгла (Kungla), Кинну (Kõnnu), Киріска (Kõriska), Лююне (Lööne), Мянніку (Männiku), Нурме (Nurme), Оессааре (Oessaare),Риллукюла (Põlluküla), Раху (Rahu), Раннакюла (Rannaküla), Рьооса (Röösa), Сакла (Sakla), Сііксааре (Siiksaare), Турйа (Turja), Тинійа (Tõnija), Ундімяе (Undimäe). 
У волості розташоване озеро Оессааре.